# Westlausitzer Hügel- und Bergland
Das Westlausitzer Hügel- und Bergland ist ein Naturraum in Sachsen. Er teilt sich in die Westlausitzer Vorberge im Osten und die Lausitzer Platte im Westen und stellt den westlichsten Ausläufer des Sudetengebirgszugs dar.

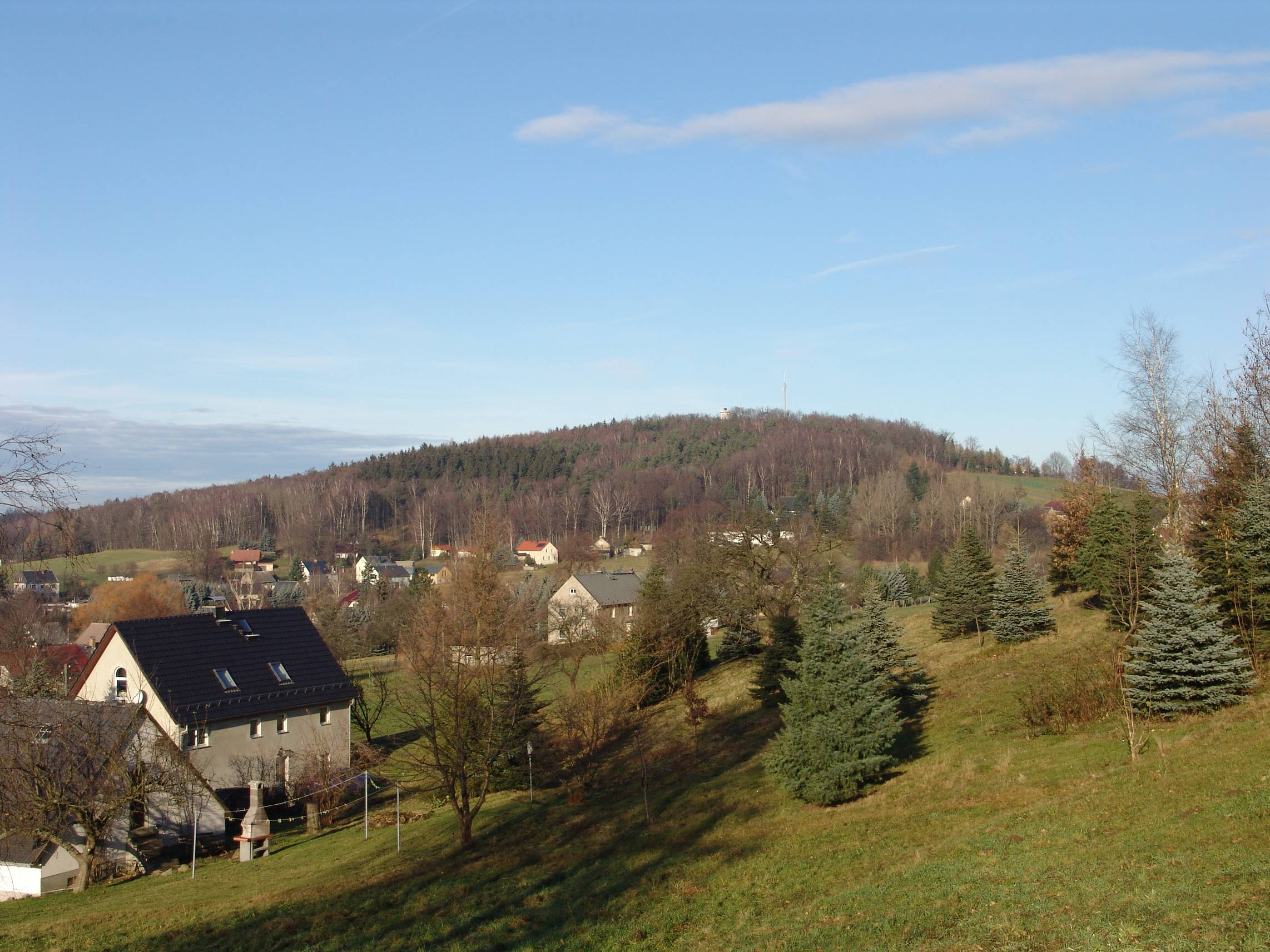
Ohorn mit Schwedenstein

## Lage und Gliederung

Das Westlausitzer Hügel- und Bergland im Rahmen der Sudeten (gekennzeichnet mit #1)

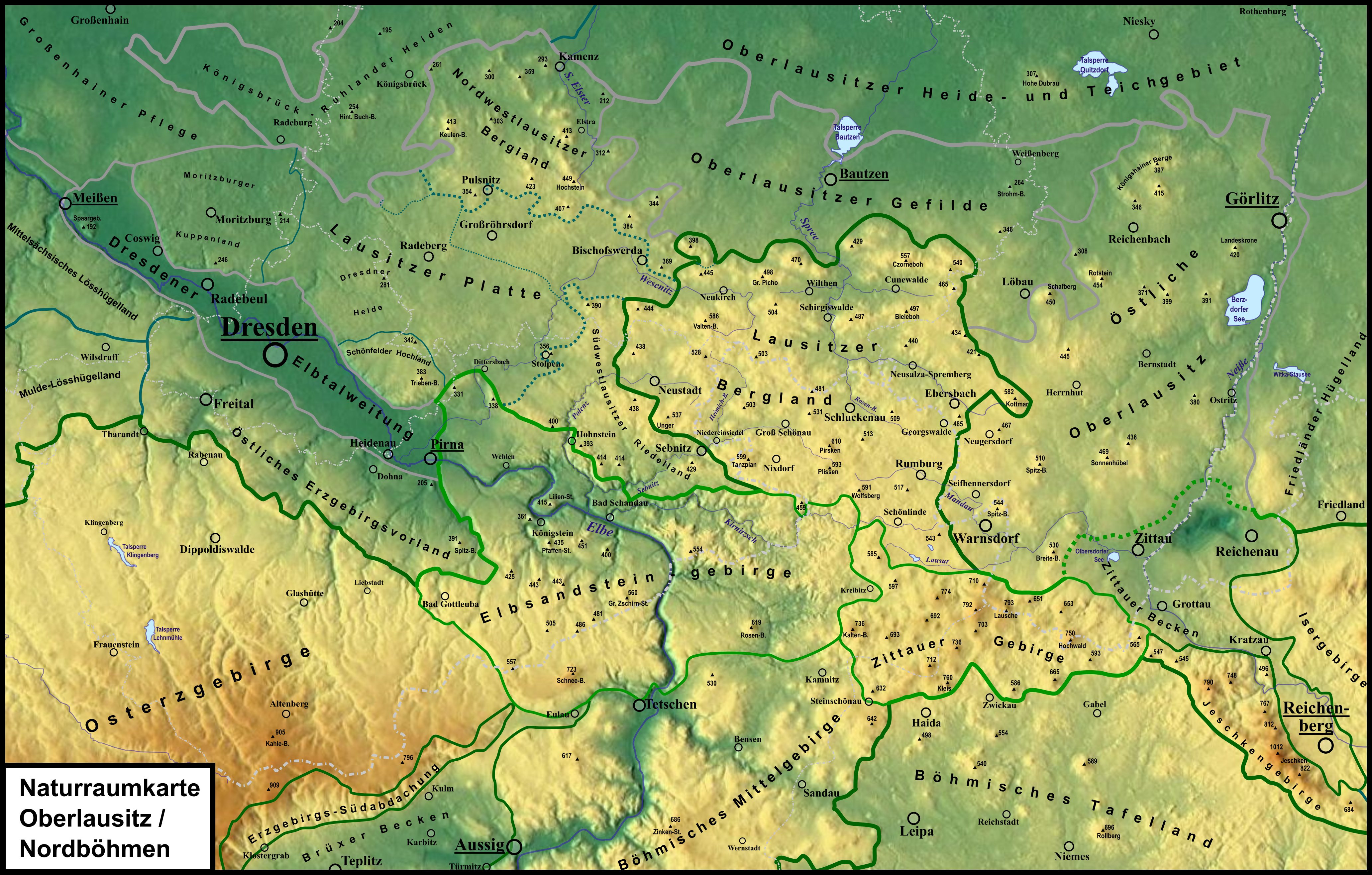
Naturraumkarte mit der Lausitzer Platte

Die Westlausitzer Vorberge stellen die Nordwestabdachung des Lausitzer Berglandes dar. Sie erstrecken sich zwischen der Sächsischen Schweiz im Süden, dem Oberlausitzer Bergland im südlichen Osten, dem Oberlausitzer Gefilde im nördlichen Osten, dem Oberlausitzer Heide- und Teichgebiet im östlichen Norden und den Königsbrück-Ruhlander Heiden im Nordwesten.
Unmittelbar westlich und ebenfalls südlich der Königsbrück-Ruhlander Heiden schließt sich die Lausitzer Platte an. Sie stößt im Nordwesten an die Großenhainer Pflege, in südwestlicher und südlicher Richtung an die Dresdner Elbtalweitung und berührt im äußersten Südosten minimal die Sächsische Schweiz.

## Naturräumliche Gliederung
Die Makrogeochore Westlausitzer Hügel- und Bergland zerfällt nach dem Handbuch der naturräumlichen Gliederung Deutschlands (BfL) und den Landschaftssteckbriefen des BfN in zwei Haupteinheiten und gliedert sich wie folgt in Meso- und Mikrogeochoren:
- 20 Westlausitzer Hügel- und Bergland
  - Westlausitzer Vorberge, Haupteinheit 443 (574,51 km²; BfL: 581 km²[2], BfN: 473 km²[3]), von Südost nach Nordwest:
    - 20056 Südwestlausitzer Riedelland (122,58 km²), von Südost nach Nordwest und zweitrangig von Ost nach West:
      - Ottendorfer Tal-Riedelgebiet (südlich der Sebnitz)
      - Hochbusch-Rücken (Hochbuschkuppe 429,0 m, südlich der Sebnitz)
      - Lichtenhainer Riedelgebiet (südlich der Sebnitz)
      - Oberes Sebnitz-Tal
      - Mittleres Sebnitz-Tal
      - Lohsdorf-Schönbacher Riedelgebiet
      - Hohes Birkigt-Raumberg-Rücken (Gickelsberg 438,2 m, Götzingerhöhe 423,6 m, Raumberg 421,4 m)
      - Cunnersdorf-Ehrenberger Riedelgebiet (bis gut 400 m)
      - Waitzdorf-Goßdorfer Riedelgebiet (Gickelsberg 414,0 m, Waitzdorfer Höhe: 413,9 m, Schanzberg 393,2 m)
      - Oberes Polenz-Tal
      - Stürza-Hohburkersdorfer-Riedel-Rückengebiet (am Südrand, bei Hohburkersdorf, um 400 m; westlich der Polenz)

    - 20055 Großdrebitz-Demitz-Thumitzer Lösshügelland (82,34 km²), von Südwest nach Nordost:
      - Langenwolmsdorf-Bühlauer Riedelgebiet (Gottlöbers Höhe 390,3 m, Das Wäldchen im Norden ebenfalls gut 390 m, Burg Stolpen am Westrand: 356 m)
      - Rückersdorfer Löß-Plateau
      - Weickersdorfer Plateau
      - Demitz-Thumitzer Bergkuppengebiet (Massiv im Nordosten mit Klosterberg 393,4 m, Tröbigauer Berg 397,7 m und Jungfernstein 373,1 m, das früher intensiv für den Tagebau (Granodiorit) genutzt wurde, zählte in früheren Gliederungen zum Lausitzer Bergland, an das es sich unmittelbar anschließt; Anschluss über den Tröbigauer Butterberg 387,6 m; Stiebitzberg 368,7 m, Belmsdorfer Berg 349,6 m, Löwenberg 343,2 m, Pfarrberg 341,8 m, Demitzer Berg 334,6 m)
      - Gaußiger Plateau (Abdachung des Klosterberg-Rückens)

    - 20054 Bischofswerda-Großröhrsdorfer Lössplateaus (129,66 km²), von Ost nach West, zweitrangig von Süd nach Nord:
      - Pohla-Cannewitzer Rücken (Bischofswerdaer Butterberg 384,1 m, Pohlaer Berg 343,7 m)
      - Frankenthal-Bischofswerdaer Löß-Plateau
      - Goldbacher Hügelgebiet
      - Seeligstadt-Großharthauer Talmulde
      - Löß-Plateau Massenei
      - Bretnig-Hauswalder Löß-Hügelgebiet
      - Pulsnitz-Großröhrsdorfer Tal-Riedelgebiet
      - Arnsdorf-Seeligstadter Plateau
      - Kleinröhrsdorfer Löß-Plateau
      - Löß-Plateau Röhrsdorfer Forst

    - 20053 Elstraer Lösshügelland (44,31 km²), von Süd nach Nord:
      - Rauschwitzer Löß-Hügelgebiet (Leipsberg 312,3 m)
      - Kamenz-Elstraer Tal-Riedelgebiet
      - Steinberg-Thonberg-Rücken (Rohmberg 211,5 m, Steinberge 187,3 m)

    - 20052 Kamenzer Rücken- und Kuppenland (26,42 km²), von Süd nach Nord, zweitrangig von Ost nach West:
      - Kamenzer Hutberg (293,5 m)
      - Lückersdorfer Talwanne
      - Breitenberg-Hofeberg-Rücken (Wahlberg 359,4 m, Wüsteberg 349,8 m mit Südostriedel Hofeberg, Breitenberg 299,6 m, Spitzberg 289,5 m)
      - Tal des Schwosdorfer Wassers
      - Kleinkuppengebiet am Butterberg (bis 211,7 m)

    - 20051 Nordwestlausitzer Bergland (96,56 km²), von Ost nach West, zweitrangig von Süd nach Nord:
      - Krohnenberg-Kesselberg-Rücken (385,6 m und 406,7 m)
      - Hochstein-Steinberg-Rücken (Hochstein 448,9 m, Ohorner Steinberg 431,5 m)
      - Hennersdorfer Berge (Schwarzenberg 413,0 m)
      - Löß-Plateau Luchsenburg-Wald
      - Oberes Haselbachtal
      - Schleißberg-Schwedenstein-Rücken (422,9 m und 419,7 m)
      - Bischheim-Gersdorfer Talwanne
      - Weißbach-Friedersdorfer Tal-Riedelgebiet
      - Häslicher Kuppengebiet (Fichtenberg: 302,7 m, der Grat nordwestlich davon möglicherweise knapp höher)
      - Oberlichtenauer Tal-Riedelgebiet
      - Lichtenberger Rücken (Eierberg: 353,6 m)
      - Keulenberg-Rücken (bis 413,4 m)

    - 20050 Großnaundorfer Hügelland (72,64 km²), von Nordost nach Südwest:
      - Häslicher Platte
      - Neukircher Grauwacke-Hügelgebiet (Wagenberg 260,5 m, Hutberg 230,8 m, Birkenberg 205,7 m)
      - Gräfenhainer Hügelgebiet
      - Höckendorfer Hügelgebiet
      - Lomnitzer Hügelgebiet (bei BfL und BfN Teil der Lausitzer Platte)

  - Lausitzer Platte, Haupteinheit 461 (416,36 km²; BfL: 581 km²[2], BfN: 452 km² ohne Anteile am Verdichtungsraum Dresden[4][5][6]), Nordostteil von Südost nach Nordwest, Zentralteil und Südostteil von Südost nach Nordwest:
    - 20057 SandLössplateaus an der Wesenitz (52,94 km²), erst der Nordwesten, dann der Südosten von Nordost nach Südwest:
      - Schmiedefelder Tal-Riedelgebiet
      - Rennersdorfer Sandlöß-Plateau
      - Wilschdorf-Dittersbacher Plateau
      - Helmsdorfer Wesenitz-Tal
      - Dürrröhrsdorfer Plateau

    - 20058 Arnsdorfer Sandplateaus (28,79 km²), von Nord nach Süd:
      - Arnsdorfer Becken
      - Fischbach-Carswald-Plateau (bis um 290 m)
      - Rossendorfer Kleinkuppengebiet (mit östlich Helmholtz-Zentrum Dresden-Rossendorf, östlich davon 300 m)

    - 20049 Wachauer Lösshügelland (41,14 km²), von Nordost nach Südwest und dann den Südosten:
      - Leppersdorfer Hügelgebiet
      - Wachauer Hügelgebiet (Taubenberg nordöstlich von Radeberg: 298,9 m)
      - Wallrodaer Hügelgebiet

    - 20048 Radeberger Hügelland (77,08 km²), erst das Tal im Nordosten dann der Rest von Nordnordwest nach Südsüdost:
      - Großdittmannsdorfer Röder-Tal
      - Seifersdorfer Röder-Tal (mit Seifersdorfer Tal)
      - Hermsdorf-Grünberger Kleinkuppengebiet
      - Langebrücker Hügelgebiet
      - Hügelgebiet am Dachsenberg (bis 280,6 m)
      - Radeberg-Großerkmannsdorfer Granit-Hügelgebiet
      - Talmulde Obere Prießnitz
      - Weißiger Bergkuppengebiet (Napoleonstein: 342,3 m)

    - 20059 Lössplateaus bei Schönfeld-Weißig (41,08 km²), beginnend am Höhenschwerpunkt, dann im Gegenuhrzeigersinn, beginnend im Nordosten
      - Triebenberg-Borsberg-Rücken (383,0 m und 357,3 m)
      - Eschdorfer Tal-Riedelgebiet
      - Schönfelder Löß-Plateau
      - Bühlau-Malschendorfer Plateaurand
      - Wachwitz-Pillnitzer Hänge

    - 20047 Klotzscher Sandplatten (61,51 km²), von Südsüdost nach Nordnordwest:
      - Bühlauer Plateau
      - Dünen-Plateau Dresdener Heide
      - Plateaurand der westlichen Dresdener Heide
      - Hellerrand-Landstufe
      - Wilschdorfer Platte
      - Klotzsche-Medinger Sand-/Kies-Platte

    - 20046 Moritzburger Kuppenland (113,82 km²; LSG Friedewald, Moritzburger Teichgebiet und Lößnitz), von Süd nach Nord, zweitrangig von Ost nach West:
      - Marsdorfer Kleinkuppengebiet (Großer Galgenberg im SO: 216,0 m; Homrich im W: 201,6 m)
      - Berbisdorfer Platte
      - Wahnsdorfer Plateau (Wetterwarte Wahnsdorf: 246 m)
      - Dippelsdorf-Volkersdorfer Kleinkuppengebiet (Spitze Berge im NO: 215,9 m, Simonsberg 214,0 m)
      - Moritzburg-Bärnsdorfer Kleinkuppengebiet
      - Moritzburger Kleinkuppen- und Teichgebiet (Pfaffenberg: 204,5 m)
      - Lößnitz-Hänge
      - Friedewald-Lindenauer Kleinkuppengebiet (Eichberg am Südwestrand: 214,1 m, Spitzberg am Westrand: 205,8 m)
      - Kleinkuppengebiet Friedewalder Forst (Hahneberg am Südrand: 204,3 m)
      - Kleinkuppengebiet Burggrafenheide (Ratsweinberg im Süden: 211 m)

## Orte
Zum Westlausitzer Hügel- und Bergland gehören nicht nur Orte, die im Allgemeinen zur Oberlausitz gerechnet werden, sondern auch westlich und südlich davon gelegene, die kulturhistorisch zu anderen Landschaften gehören, allerdings geologisch noch auf der Lausitzer Platte liegen. Unter anderem gehören folgende Orte zum Westlausitzer Hügel- und Bergland:
- Kamenz am nordöstlichen Rand im Grenzgebiet zu Oberlausitzer Gefilde und Oberlausitzer Heide- und Teichgebiet ist das Zentrum der Westlausitz, welche mit dem Naturraum aber nicht identisch ist.
- Elstra, eine Kleinstadt südlich von Kamenz, auf deren Gebiet sich mit dem Schwarzenberg und dem Hochstein zwei markante Berge des Westlausitzer Berglandes befinden.
- Radeberg im Radeberger Land wird nicht zur Oberlausitz gezählt.
- Sebnitz gehört nicht zur Oberlausitz und wird im Bewusstsein der Bevölkerung meist in die Zugehörigkeit zum Naturraum Sächsische Schweiz gestellt, der nur wenige Kilometer südlich beginnt. Aus Sicht der Naturraumkartierung gehört das Stadtgebiet allerdings aufgrund seiner naturräumlichen Eigenschaften zum Westlausitzer Hügel- und Bergland.
- Dresdens Anteil am Westlausitzer Hügel- und Bergland ist ausschließlich naturräumlich und landschaftlich im Nordosten und Osten des Stadtgebiets mit der Dresdner Heide und dem Schönfelder Hochland, die Teilräume des Radeberger Lands sind. Die Dresdner Elbhänge markieren den scharfen Übergang zum Elbtalkessel südlich des Hügel- und Berglands. An der Stelle ist das Westlausitzer Hügel- und Bergland die nördliche Schulter eines schollentektonischen Grabenbruchs.

## Geographie und Natur
Das östlich gelegene Oberlausitzer Bergland löst sich in diesem sehr heterogenen Naturraum in verschiedene Hügel- und Kuppengebiete auf.
Bergrücken zwischen 350 und 450 Metern Höhe bestimmen nur an wenigen Stellen das Landschaftsbild. Diese sind einzeln stehend, seltener auch miteinander verbunden in Hügelgebiete mit Höhenlagen zwischen 250 und 300 Meter sowie Flachrelief eingebettet.
Im mittleren und östlichen Bereich dominiert Granodiorit als Untergrundgestein, der als Werkstein vielerorts abgebaut wurde. Im Norden überwiegt Grauwacke und im Westen dagegen Syenodiorit. Jüngere Sedimente bedecken diese Gesteinsbasis teilweise. Im Osten herrschen Lössderivate bis Sandlöss und im Westen Sande und Treibsande vor.
Die Niederschläge variieren zwischen 650 Millimetern am Westrand und bis zu 900 Millimetern im Berglandbereich. Die Jahresmitteltemperaturen sinken von 8,5 °C an der Westlausitzer Platte um Moritzburg auf unter 7,5 °C an den Bergrücken im Osten.
Die potentielle natürliche Vegetation ist vorwiegend der hochcolline und submontane Hainsimsen-Eichen-Buchenwald.